# Republican in name only
Republican in name only (častěji zkráceně RINO) je pejorativum, které používají někteří politici Republikánské strany k označení členů této strany, kteří jsou z jejich pohledu nedostatečně loajální k této straně nebo zastávají názory, které nejsou v souladu s dominantní ideologií strany.  
Do popředí se fráze (a zejména zkratka RINO) dostala v 90. letech 20. století, nicméně používána byla opakovaně v různých obdobích 20. století, a to již od jeho počátku v nultých letech 20. století. Aktivně je používána dodnes mj. prezidentem USA Donaldem Trumpem a jeho příznivci k označení politiků strany, kteří mu nejsou plně loajální. Například po prezidentských volbách v roce 2020 označoval Trump tímto pojmem republikánského guvernéra státu Georgie Briana Kempa a georgijského státního prokurátora Brada Raffensperger, kteří odmítli rozporovat výsledky těchto voleb navzdory Trumpovu nátlaku, aby "našli 11 780 hlasů". Vedle toho Trump tímto pojmem při různých příležitostech označuje další republikány, kteří mu jinak oponují nebo nehlasují podle jeho představ.
Výslovnost slova odpovídá americkému označení pro nosorožce (anglicky rhino). V písemné podobě je první známé použití výrazu datováno do roku 1992, kdy jej použil deník New Hampshire Union Leader v americkém městě Manchester ve státě New Hampshire.

## Galerie

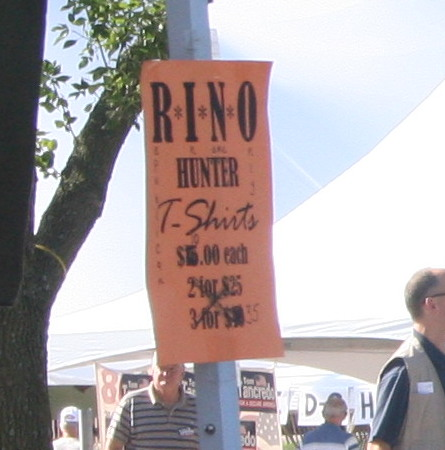
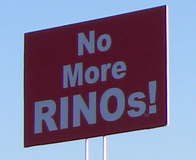
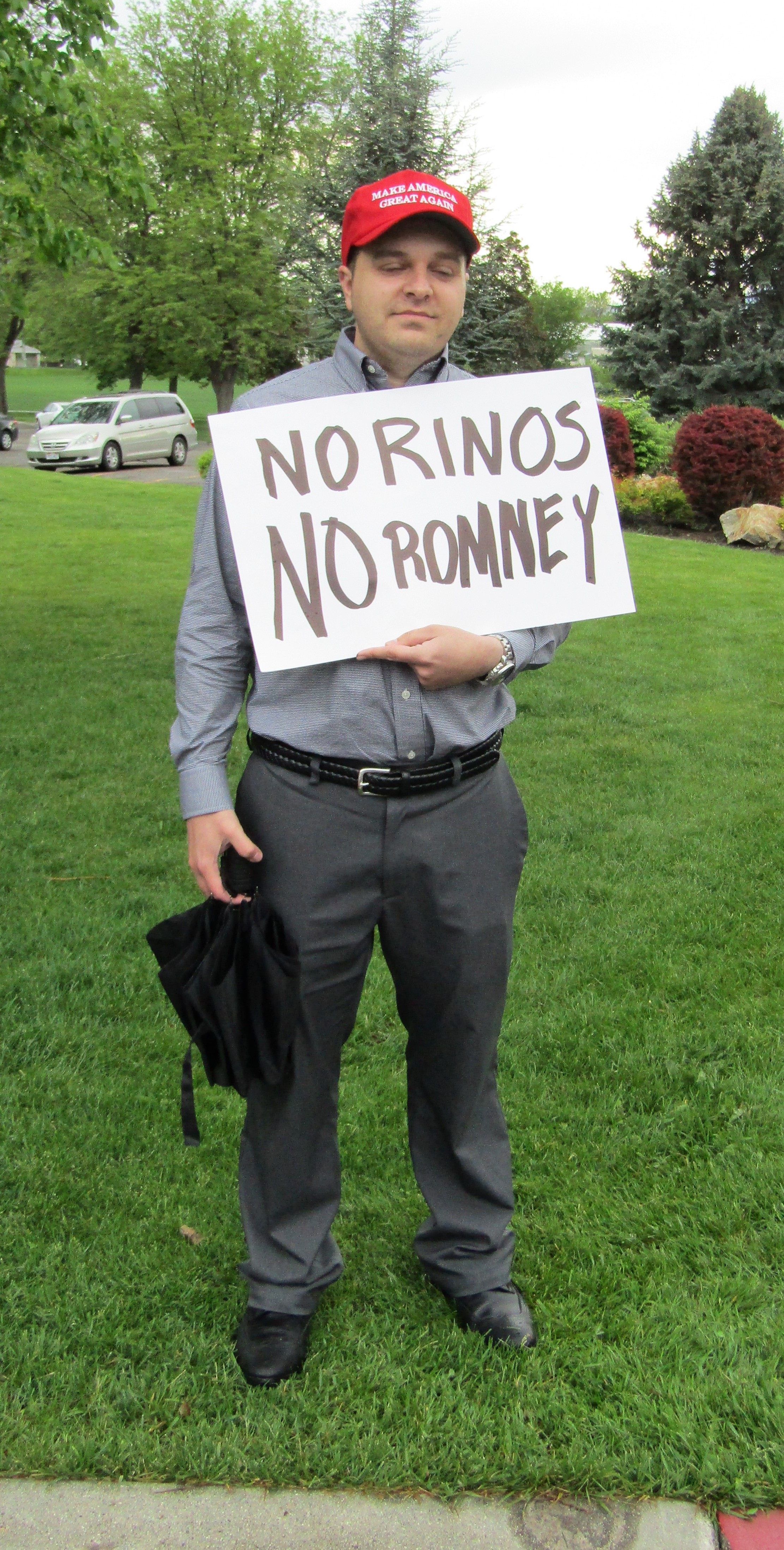
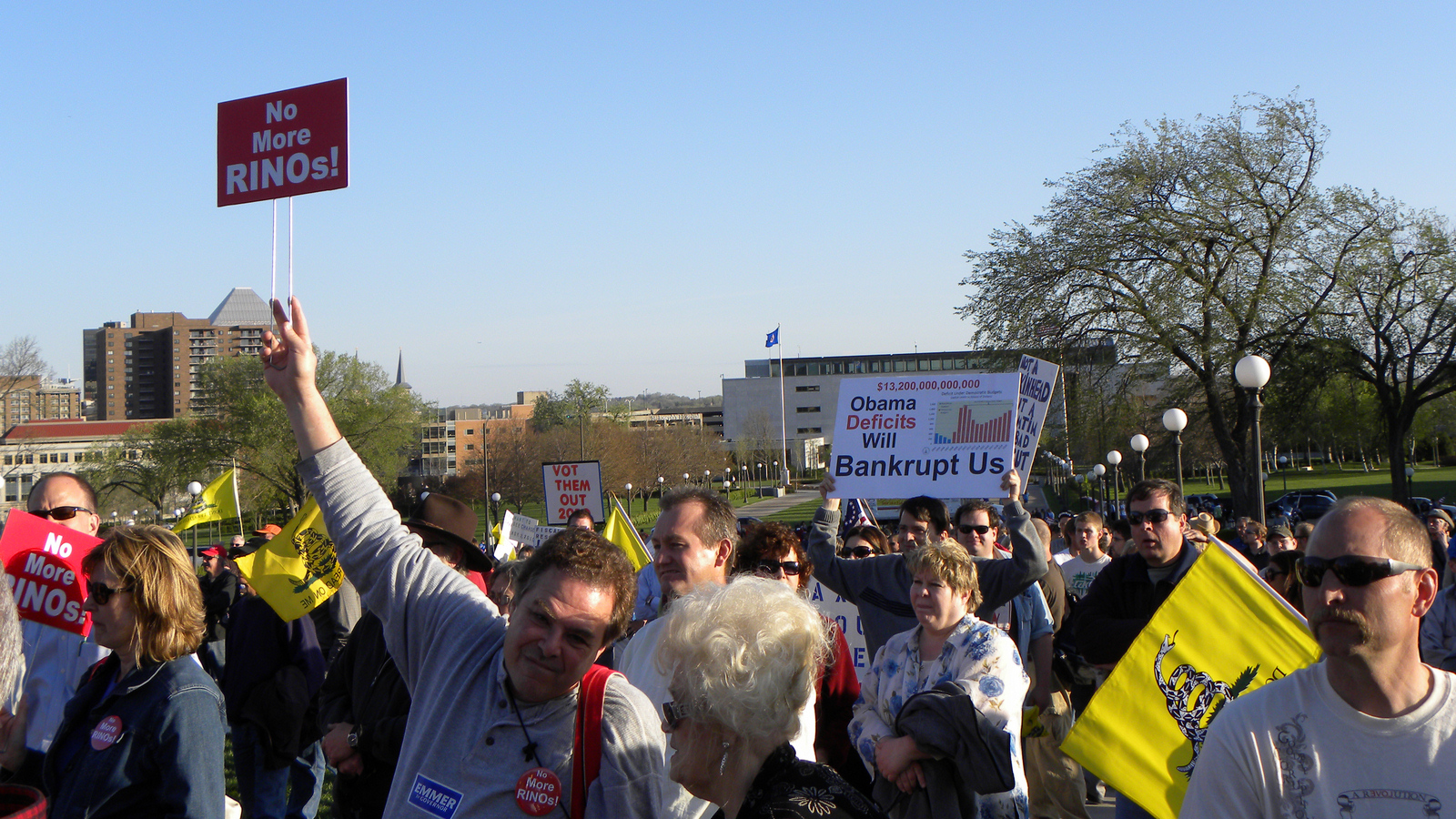